# Brazilië op de Olympische Zomerspelen 2000
Brazilië nam deel aan de Olympische Zomerspelen 2000 in Sydney, Australië. Er werden twaalf medailles gewonnen, zowel zes keer zilver als zes keer brons.

## Medailleoverzicht
| Sport        | Olympiër | Onderdeel               | Medaille |
| ------------ | --- | ----------------------- | -------- |
| Atletiek     | Vicente de Lima Édson Ribeiro André da Silva Claudinei da Silva Cláudio Roberto Souza | 4x100m (m)              | Zilver   |
| Judo         | Tiago Camilo | -73kg (v)               | Zilver   |
| Judo         | Carlos Honorato | -90kg (v)               | Zilver   |
| Volleybal    | Zé Marco de Melo Ricardo Santos | beach (m)               | Zilver   |
| Volleybal    | Adriana Behar Shelda Bede | beach (v)               | Zilver   |
| Zeilen       | Robert Scheidt | laser                   | Zilver   |
| Basketbal    | Janeth Arcain Alessandra Oliveira Adriana Aparecida Santos Cintia Santos Ilisaine Karen David Lilian Cristina Goncalves Silvia Luz Helen Cristina Luz Claudia Neves Adriana Pinto Kelly Santos Marta Sobral | vrouwen                 | Brons    |
| Paardensport | Luiz Felipe de Azevedo André Johannpeter Alvaro Miranda Neto Rodrigo Pessoa | springconcours team (m) | Brons    |
| Volleybal    | Adriana Samuel Sandra Pires | beach (v)               | Brons    |
| Volleybal    | Leila Barros Virna Dias Erika Coimbra Janina Conceição Kely Fraga Ricarda Lima Kátia Lopes Walewska Oliveira Elisângela Oliveira Karin Rodrigues Raquel Silva Hélia Souza                                   | zaal (v)                | Brons    |
| Zeilen       | Torben Grael Marcelo Ferreira | star                    | Brons    |
| Zwemmen      | Fernando Scherer Gustavo Borges Carlos Jayme Edvaldo Valério | 4x100m vrije slag (m)   | Brons    |

## Deelnemers en resultaten

### Atletiek
| Olympiër                                                                              | Discipline             | Resultaat | Prestatie                                                                                       |
| ------------------------------------------------------------------------------------- | ---------------------- | --------- | ----------------------------------------------------------------------------------------------- |
| Vicente de Lima                                                                       | 100m (m)               | 20e       | serie 3: 2e in 10,31 kwartfinale 3: 5e in 10,28                                                 |
| Raphael Oliveira                                                                      | 100m (m)               | 39e       | serie 4: 5e in 10,44                                                                            |
| Claudio Sousa                                                                         | 100m (m)               | 35e       | serie 8: 5e in 10,31 kwartfinale 5: 5e in 10,47                                                 |
| André da Silva                                                                        | 200m (m)               | 32e       | serie 5: 4e in 20,95                                                                            |
| Claudinei da Silva                                                                    | 200m (m)               | 6e        | serie 9: 1e in 20,70 kwartfinale 3: 3e in 20,24 halve finale 2: 3e in 20,30 finale: 6e in 20,28 |
| Sanderlei Claro Parrela                                                               | 400m (m)               | 4e        | serie 3: 1e in 45,55 kwartfinale 4: 4e in 45,55 halve finale 1: 4e in 45,17 finale: 4e in 45,01 |
| Osmar dos Santos                                                                      | 800m (m)               | 20e       | serie 3: 7e in 1.47,05 halve finale 3: 8e in 1.47,68                                            |
| Hudson de Souza                                                                       | 1500m (m)              | 17e       | serie 3: 10e in 3.39,70 halve finale 1: 8e in 3.41,00                                           |
| Marcio Simao de Souza                                                                 | 110m horden (m)        | 17e       | serie 4: 5e in 13,70 kwartfinale 4: 5e in 13,71                                                 |
| Eronilde de Araújo                                                                    | 400m horden (m)        | 5e        | serie 8: 1e in 50,06 halve finale 3: 2e in 48,76 finale: 5e in 48,34                            |
| Vicente de Lima Édson Ribeiro André da Silva Claudinei da Silva Cláudio Roberto Souza | 4x100m (m)             | 5e        | serie 2: 1e in 38,32 halve finale 2: 2e in 38,27 finale: 3e in 38,27                            |
| Éder Fialho                                                                           | marathon (m)           | DNF       | niet gefinisht                                                                                  |
| Vanderlei de Lima                                                                     | marathon (m)           | 75e       | 2:37.08                                                                                         |
| COsmiro Silva                                                                         | marathon (m)           | DNF       | niet gefinisht                                                                                  |
| Nélson Carlos Ferreira                                                                | verspringen (m)        | 43e       | kwalificatie groep B: 25e met 7,32m                                                             |
|                                                                                       |                        |           |                                                                                                 |
| Maurren Higa Maggi                                                                    | verspringen (v)        | 24e       | kwalificatie groep A: 14e met 6,35m                                                             |
| Luciana Santos                                                                        | verspringen (v)        | DNF       | kwalificatie groep B: geen geldige poging                                                       |
| Luciana Santos                                                                        | hink-stap-springen (v) | 24e       | kwalificatie groep B: 11e met 13,48m                                                            |
| Sueli dos Santos                                                                      | speerwerpen (v)        | 23e       | kwalificatie groep B: 14e met 56,27m                                                            |

### Basketbal
| Olympiër | Discipline | Resultaat | Prestatie |
| --- | ---------- | --------- | --- |
| Janeth Arcain Alessandra Oliveira Adriana Aparecida Santos Cintia Santos Ilisaine Karen David Lilian Cristina Goncalves Silvia Luz Helen Cristina Luz Claudia Neves Adriana Pinto Kelly Santos Marta Sobral | vrouwen    | Brons     | groep A: 3e W van Slowakije: 76-60 V van Australië: 70-81 W van Zweden: 82-48 V van Frankrijk: 70-73 V van Canada: 60-61 kwartfinale: W van Rusland: 68-67 halve finale: V van Australië: 52-64 bronzen finale: W van Zuid-Korea: 84-73 |

| Groep A |           |             |             |             |        |        |        |        |
| #       | Land      | Wedstrijden | Wedstrijden | Wedstrijden | Punten | Punten | Punten | Punten |
| #       | Land      | G           | W           | V           | V      | T      | Saldo  | Punten |
| 1       | Australië | 5           | 5           | 0           | 394    | 274    | +120   | 10     |
| 2       | Frankrijk | 5           | 4           | 1           | 338    | 287    | +51    | 9      |
| 3       | Brazilië  | 5           | 2           | 3           | 358    | 353    | +5     | 7      |
| 4       | Slowakije | 5           | 2           | 3           | 294    | 282    | +12    | 7      |
| 5       | Canada    | 5           | 2           | 3           | 313    | 317    | -4     | 7      |
| 6       | Zweden    | 5           | 0           | 5           | 199    | 383    | -184   | 5      |

| Ronde          | Datum  | Plaats    | Land  | Score      | Land |
| -------------- | ------ | --------- | ----- | ---------- | ---- |
| Groepsfase     |        |           |       |            |      |
| 16 september   | Sydney | Brazilië  | 76-60 | Slowakije  |      |
| 18 september   | Sydney | Australië | 81-70 | Brazilië   |      |
| 20 september   | Sydney | Brazilië  | 82-48 | Zweden     |      |
| 22 september   | Sydney | Frankrijk | 73-70 | Brazilië   |      |
| 24 september   | Sydney | Canada    | 61-60 | Brazilië   |      |
| Kwartfinale    |        |           |       |            |      |
| 27 september   | Sydney | Rusland   | 67-68 | Brazilië   |      |
| Halve finale   |        |           |       |            |      |
| 29 september   | Sydney | Australië | 64-52 | Brazilië   |      |
| Bronzen finale |        |           |       |            |      |
| 30 september   | Sydney | Brazilië  | 84-73 | Zuid-Korea |      |

### Boksen
| Olympiër          | Discipline  | Resultaat | Prestatie |
| ----------------- | ----------- | --------- | --- |
| José Albuquerque  | -48kg (m)   | 17e       | 1e ronde: V van UKR Sidorenko: 7-12                                                                                       |
| Valdemir Pereira  | -57kg (m)   | 9e        | 1e ronde: W van AUS Swan: 8-4 2e ronde: V van TUR Palyani: scheidsrechterlijke beslissing                                 |
| Agnaldo Nunes     | -60kg (m)   | 17e       | 1e ronde: V van AUS Katsidis: 8-15                                                                                        |
| Kelson Santos     | -63,5kg (m) | 9e        | 1e ronde: W van PAK Shabbir: scheidsrechterlijke beslissing 2e ronde: V van UZB Abdullaev: scheidsrechterlijke beslissing |
| Cleiton Conceicão | -75kg (m)   | 17e       | 1e ronde: V van USA Lacy: scheidsrechterlijke beslissing                                                                  |
| Laudelino Barros  | -81kg (m)   | 17e       | 1e ronde: V van AUS Green: scheidsrechterlijke beslissing                                                                 |

### Gewichtheffen
| Olympiër              | Discipline | Resultaat | Prestatie                                              |
| --------------------- | ---------- | --------- | ------------------------------------------------------ |
| Maria Elisabete Jorge | -48kg (v)  | 9e        | trekken: 9e met 60kg stoten: 9e met 75kg totaal: 135kg |

### Gymnastiek
| Olympiër                                                                                           | Discipline               | Resultaat | Prestatie |
| Ritmisch                                                                                           | Ritmisch                 | Ritmisch  | Ritmisch |
| -------------------------------------------------------------------------------------------------- | ------------------------ | --------- | --- |
| Dayane Camilo Flávia de Faria Alessandra Ferezin Camila Ferezin Thalita Nakadomari Natália Scherer | team (v)                 | 8e        | kwalificatie: 7e knotsen: 8e met 19,150 punten lint + hoepel: 7e met 19,066 punten totaal: 38,216 punten finale: 8e knotsen: 8e met 19,066 punten lint + hoepel: 7e met 19,200 punten totaal: 38,266 punten                                                                                             |
| Turnen                                                                                             |                          |           | |
| Camila Comin                                                                                       | meerkamp individueel (v) | 49e       | kwalificatie: 49e vloer: 73e met 8,562 punten sprong: 53e met 9,112 punten brug: 44e met 9,450 punten balk: 55e met 9,200 punten totaal: 36,324 punten |
| Daniele Hypólito                                                                                   | meerkamp individueel (v) | 20e       | kwalificatie: 33e vloer: 42e met 9,262 punten sprong: 28e met 9,325 punten brug: 67e met 9,062 punten balk: 30e met 9,462 punten totaal: 37,111 punten finale: 20e vloer: 16e met 9,450 punten sprong: 33e met 8,962 punten brug: 16e met 9,600 punten balk: 15e met 9,325 punten totaal: 37,337 punten |

### Handbal
| Olympiër | Discipline | Resultaat | Prestatie |
| --- | ---------- | --------- | --- |
| Alessandra Chicôria Chana Masson Dilane Roese Daly Lucila Meg Montão Margarida Conte Zezé Rosana de Aleluia Sandra de Oliveira Valéria de Oliveira Viviane Jacques Viviani Emerick | vrouwen    | 8e        | groep B: 4e W van Australië: 32-19 V van Oostenrijk: 26-45 V van Noorwegen: 16-30 V van Denemarken: 39-26 5-8e plek: V van Frankrijk: 23-32 7-8e plek: V van Roemenië: 33-38 |

| Groep B |            |             |             |             |             |            |            |            |        |
| #       | Land       | Wedstrijden | Wedstrijden | Wedstrijden | Wedstrijden | Doelpunten | Doelpunten | Doelpunten | Punten |
| #       | Land       | G           | W           | G           | V           | V          | T          | Saldo      | Punten |
| 1       | Noorwegen  | 4           | 4           | 0           | 0           | 101        | 72         | +29        | 8      |
| 2       | Denemarken | 4           | 3           | 0           | 1           | 124        | 83         | +41        | 6      |
| 3       | Australië  | 4           | 2           | 0           | 2           | 131        | 90         | +41        | 4      |
| 4       | Brazilië   | 4           | 1           | 0           | 3           | 100        | 133        | -33        | 2      |
| 5       | Australië  | 4           | 0           | 0           | 4           | 59         | 137        | -78        | 0      |

| Ronde        | Datum  | Plaats     | Land  | Score      | Land |
| ------------ | ------ | ---------- | ----- | ---------- | ---- |
| Groepsfase   |        |            |       |            |      |
| 17 september | Sydney | Australië  | 19-32 | Brazilië   |      |
| 21 september | Sydney | Brazilië   | 26-45 | Oostenrijk |      |
| 23 september | Sydney | Brazilië   | 16-30 | Noorwegen  |      |
| 25 september | Sydney | Denemarken | 39-26 | Brazilië   |      |
| 5-8e plek    |        |            |       |            |      |
| 27 september | Sydney | Brazilië   | 23-32 | Frankrijk  |      |
| 7-8e plek    |        |            |       |            |      |
| 29 september | Sydney | Brazilië   | 33-38 | Roemenië   |      |

### Judo
| Olympiër           | Discipline | Resultaat | Prestatie |
| ------------------ | ---------- | --------- | --- |
| Denílson Lourenço  | -60kg (m)  | 19e       | 1e ronde: V van BLR Bagirov |
| Henrique Guimarães | -66kg (m)  | 9e        | 1e ronde: W van SWE Bengtsson 2e ronde: V van ITA Giovinazzo herkansingen: W van PUR Méndez herkansingen 2: V van GEO Vazagashvili                             |
| Tiago Camilo       | -73kg (m)  | Zilver    | 1e ronde: W van ISR Ofer 2e ronde: W van ALG Yagoubi kwartfinale: W van POR Almeida halve finale: W van KOR Yong-Sin finale: V van ITA Maddaloni               |
| Marcel Aragao      | -81kg (m)  | 21e       | 1e ronde: V van CUB Arteaga |
| Carlos Honorato    | -90kg (m)  | Zilver    | 1e ronde: W van INA Bayu 2e ronde: W van ESP González kwartfinale: W van JPN Yoshida halve finale: W van FRA Demontfaucon finale: V van NED Huizinga           |
| Mário Sabino       | -100kg (m) | 7e        | 1e ronde: W van GER Gürschner 2e ronde: W van LTU Paškevičius kwartfinale: V van ITA Guido herkansingen: W van UZB Bagdasarov herkansingen 2: V van ISR Ze'evi |
| Daniel Hernandes   | +100kg (m) | 9e        | 1e ronde: W van ROU Munteaunu 2e ronde: W van CZE Jákl kwartfinale: V van EST Pertelson herkansingen: V van ESP Pérez                                          |
|                    |            |           | |
| Mariana Martins    | -48kg (v)  | 9e        | 1e ronde: vrij 2e ronde: V van GER Gradante herkansingen: V van BEL Simons                                                                                     |
| Tânia Ferreira     | -57kg (v)  | 9e        | 1e ronde: W van CAN Buckingham 2e ronde: V van CHN Jun herkansingen: V van ITA Cavazzuti                                                                       |
| Vania Ishii        | -63kg (v)  | 7e        | 1e ronde: W van NED Vriezema 2e ronde: W van ESP Álvarez kwartfinale: V van ITA Gal herkansingen: W van RUS Saraeva herkansingen 2: W van BEL Vandecaveye      |
| Priscila Marques   | +78kg (v)  | 7e        | 1e ronde: vrij 2e ronde: W van TPE Hsiao-Hung kwartfinale: V van CHN Hua herkansingen: W van NZL Iredale herkansingen 2: V van FRA Cicot                       |

### Kanovaren
| Olympiër                         | Discipline    | Resultaat | Prestatie                                                                          |
| Slalom                           | Slalom        | Slalom    | Slalom                                                                             |
| -------------------------------- | ------------- | --------- | ---------------------------------------------------------------------------------- |
| Cássio Petry                     | C-1 (m)       | 14e       | kwalificatie: 14e 1e ronde: 14e met 145,63 2e ronde: 14e met 148,09 totaal: 293,72 |
| Vlakwater                        |               |           |                                                                                    |
| Roger Caumo                      | K-1 500m (m)  | 31e       | serie 1: 8e in 1.49,955                                                            |
| Roger Caumo                      | K-1 1000m (m) | 30e       | serie 1: 8e in 3.52,082                                                            |
| Sebastián Cuattrin Carlos Campos | K-2 500m (m)  | 16e       | serie 1: 7e in 1.35,662 halve finale 2: 8e in 1.34,868                             |
| Sebastián Cuattrin Carlos Campos | K-2 1000m (m) | 12e       | serie 1: 7e in 3.21,228 halve finale: 6e in 3.22,496                               |

### Paardensport
| Olympiër                                                                    | Discipline  | Resultaat | Prestatie |
| Dressuur                                                                    | Dressuur    | Dressuur  | Dressuur |
| --------------------------------------------------------------------------- | ----------- | --------- | --- |
| Jorge Rocha                                                                 | individueel | 49e       | Grand Prix test: 49e met 54% |
| Eventing                                                                    |             |           | |
| Roberto Macedo                                                              | individueel | DNF       | dressuur: 38e met 93,2 strafpunten crosscountry: niet gefinisht |
| Carlos Paro                                                                 | individueel | 21e       | dressuur: 36e met 81,6 strafpunten crosscountry: 17e met 19,2 strafpunten springconcours: 23e met 47 strafpunten totaal: 147,8 strafpunten |
| Vincente Araujo Luiz Augusto Faria Serguei Fofanoff Eder Pagota             | team        | 6e        | dressuur: 12e met 215 strafpunten crosscountry: 5e met 36 strafpunten springconcours: 6e met 43 strafpunten totaal: 294 strafpunten |
| Springconcours                                                              |             |           | |
| Luiz Felipe De Azevedo                                                      | individueel | 33e       | kwalificatie: 6e 1e ronde: 9e met 4,75 strafpunten 2e ronde: 1e met 0 strafpunten 3e ronde: 20e met 8 strafpunten totaal: 12,75 strafpunten finale: 33e 1e ronde: 33e met 16 strafpunten                                                       |
| Andre Johannpeter                                                           | individueel | 4e        | kwalificatie: 34e 1e ronde: 13e met 5,25 strafpunten 2e ronde: 24e met 8 strafpunten 3e ronde: 49e met 16 strafpunten totaal: 29,25 strafpunten finale: 4e 1e ronde: 5e met 4 strafpunten 2e ronde: 5e met 4 strafpunten totaal: 8 strafpunten |
| Alvaro Miranda Neto                                                         | individueel | 51e       | kwalificatie: 51e 1e ronde: 66e met 24,75 strafpunten 2e ronde: 12e met 4 strafpunten 3e ronde: 38e met 12 strafpunten totaal: 40,75 strafpunten                                                                                               |
| Rodrigo Pessoa                                                              | individueel | DNF       | kwalificatie: 1e 1e ronde: 11e met 5 strafpunten 2e ronde: 1e met 0 strafpunten 3e ronde: 1e met 0 strafpunten totaal: 5 strafpunten finale: DNF 1e ronde: 1e met 0 strafpunten 2e ronde: niet gefinisht                                       |
| Luiz Felipe De Azevedo Andre Johannpeter Alvaro Miranda Neto Rodrigo Pessoa | team        | Brons     | 1e ronde: 4e met 12 strafpunten 2e ronde: 3e met 12 strafpunten jump-off: 0 strafpunten totaal: 24 strafpunten |

### Roeien
| Olympiër         | Discipline  | Resultaat | Prestatie                                                                                                  |
| ---------------- | ----------- | --------- | --- |
| Anderson Nocetti | individueel | 14e       | serie 1: 3e in 7.09,08 herkansingen: 3e in 7.22,13 halve finale C/D: 1e in 7.12,97 finale C: 2e in 7.01,89 |

### Schermen
| Olympiër      | Discipline | Resultaat | Prestatie                          |
| ------------- | ---------- | --------- | ---------------------------------- |
| Marco Martins | floret (m) | 37e       | 1e ronde: V van GBR Breevers: 7-15 |

### Schoonspringen
| Olympiër       | Discipline    | Resultaat | Prestatie                                                                                  |
| -------------- | ------------- | --------- | ------------------------------------------------------------------------------------------ |
| Cassius Duran  | 3m plank (m)  | 14e       | voorronde: 14e met 382,08 punten halve finale: 13e met 216,06 punten totaal: 598,14 punten |
| Cassius Duran  | 10m toren (m) | 28e       | voorronde: 28e met 331,86 punten                                                           |
|                |               |           |                                                                                            |
| Juliana Veloso | 3m plank (v)  | 35e       | voorronde: 35e met 220,62 punten                                                           |
| Juliana Veloso | 10m toren (v) | 19e       | voorronde: 19e met 266,04 punten                                                           |

### Synchroonzwemmen
| Olympiër                       | Discipline | Resultaat | Prestatie |
| ------------------------------ | ---------- | --------- | --- |
| Carolina Moraes Isabela Moraes | duet       | 12e       | kwalificatie: 12e technisch: 13e met 31,593 punten vrij: 12e met 59,28 punten totaal: 90,873 punten finale: 12e technisch: 12e met 31,593 punten vrij: 12e met 59,150 punten totaal: 90,743 punten |

### Taekwondo
| Olympiër     | Discipline | Resultaat | Prestatie                       |
| ------------ | ---------- | --------- | ------------------------------- |
| Carmen Silva | -57kg (v)  | 10e       | voorronde: V van ITA Corsi: 2-5 |

### Tafeltennis
| Olympiër                        | Discipline     | Resultaat | Prestatie                                                                     |
| ------------------------------- | -------------- | --------- | ----------------------------------------------------------------------------- |
| Hugo Hoyama                     | enkelspel (m)  | 33e       | groep H: 2e V van HKG Yuk: 0-3 W van CAN Liu: 3-0                             |
| Hugo Hoyama Carlos Kawai Issamu | dubbelspel (m) | 17e       | groep G: 2e V van POL Błaszczyk/Krzeszewski: 0-2 W van CZE Korbel/Plachy: 2-0 |
|                                 |                |           |                                                                               |
| Lígia Silva                     | enkelspel (v)  | 49e       | groep J: 3e V van ROU Badescu: 0-3 V van RUS Fadeyeva: 1-3                    |

### Tennis
| Olympiër                     | Discipline     | Resultaat | Prestatie |
| ---------------------------- | -------------- | --------- | --- |
| Gustavo Kuerten              | enkelspel (m)  | 33e       | 1e ronde: W van BEN Pognon: 6-1, 6-1 2e ronde: W van GER Schüttler: 6-4, 6-4 3e ronde: W van CRO Ljubičić: 7-6(2), 6-3 kwartfinale: V van RUS Kafelnikov: 4-6, 5-7 |
| Gustavo Kuerten Jaime Oncins | dubbelspel (m) | 17e       | 1e ronde: V van CAN Lareau/Nestor: 1-6, 4-6 |
|                              |                |           | |
| Joana Cortez Vanessa Menga   | dubbelspel (v) | 9e        | 1e ronde: W van CHN Li/Li: 6-4, 6-2 2e ronde: V van HUN Mandula/Marosi: 2-6, 3-6                                                                                   |

### Triatlon
| Olympiër          | Discipline | Resultaat | Prestatie      |
| ----------------- | ---------- | --------- | -------------- |
| Armando Barcellos | mannen     | 39e       | 1:53.42,63     |
| Leandro Macedo    | mannen     | 14e       | 1:49.50,69     |
| Juraci Moreira    | mannen     | 22e       | 1:50.44,79     |
|                   |            |           |                |
| Carla Moreno      | vrouwen    | DNF       | niet gefinisht |
| Mariana Ohata     | vrouwen    | DNF       | niet gefinisht |
| Sandra Soldan     | vrouwen    | 11e       | 2:03.19,86     |

### Voetbal

#### Mannen
| Olympiër | Discipline | Resultaat | Prestatie                                                                                                 |
| --- | ---------- | --------- | --- |
| Helton da Silva Arruda Dermival Almeida Lima Fábio Bilica Álvaro Luiz Maior de Aquino Marcos Paulo Alves Fábio Aurélio Ronaldinho Fabiano Pereira Luís Eduardo Schmidt Alexsandro de Souza Geovanni Roger Galera Flores André Luís Lúcio Mozart Athirson Lucas Severino Fábio Costa Flávio Pinto de Souza Alexandre Leandro Amaral Júlio César | mannen     | 7e        | groep D: 1e W van Slowakije: 3-1 V van Zuid-Afrika: 1-3 W van Japan: 1-0 kwartfinale: V van Kameroen: 1-2 |

| Groep D |             |             |             |             |             |            |            |            |        |
| #       | Land        | Wedstrijden | Wedstrijden | Wedstrijden | Wedstrijden | Doelpunten | Doelpunten | Doelpunten | Punten |
| #       | Land        | G           | W           | G           | V           | V          | T          | Saldo      | Punten |
| 1       | Brazilië    | 3           | 2           | 0           | 1           | 5          | 4          | +1         | 6      |
| 2       | Japan       | 3           | 2           | 0           | 1           | 4          | 3          | +1         | 6      |
| 3       | Zuid-Afrika | 3           | 1           | 0           | 2           | 5          | 5          | 0          | 3      |
| 4       | Slowakije   | 3           | 1           | 0           | 2           | 4          | 6          | -2         | 3      |

| Ronde        | Datum    | Plaats   | Land | Score       | Land |
| ------------ | -------- | -------- | ---- | ----------- | ---- |
| Groepsfase   |          |          |      |             |      |
| 14 september | Brisbane | Brazilië | 3-1  | Slowakije   |      |
| 17 september | Brisbane | Brazilië | 1-3  | Zuid-Afrika |      |
| 20 september | Brisbane | Brazilië | 1-0  | Japan       |      |
| Kwartfinale  |          |          |      |             |      |
| 23 september | Brisbane | Brazilië | 1-2  | Kameroen    |      |

#### Vrouwen
| Olympiër | Discipline | Resultaat | Prestatie |
| --- | ---------- | --------- | --- |
| Maycon Andréia Suntaque Daniela Alves Pretinha Elissandra Cavalcante Kátia Cilene Teixeira Juliana Ribeiro Cabral Cidinha Maravilha Miraildes Maciel Mota Mônica Angélica de Paula Raquel de Souza Rosana dos Santos Roseli de Belo Simone Gomes Sissi Suzana Ferreira Tânia Maria Pereira | vrouwen    | 4e        | groep F: 2e W van Zweden: 2-0 V van Duitsland: 1-2 W van Australië: 2-1 halve finale: V van Verenigde Staten: 0-1 bronzen finale: V van Duitsland: 0-2 |

| Groep F |           |             |             |             |             |            |            |            |        |
| #       | Land      | Wedstrijden | Wedstrijden | Wedstrijden | Wedstrijden | Doelpunten | Doelpunten | Doelpunten | Punten |
| #       | Land      | G           | W           | G           | V           | V          | T          | Saldo      | Punten |
| 1       | Duitsland | 3           | 3           | 0           | 0           | 6          | 1          | +5         | 9      |
| 2       | Brazilië  | 3           | 2           | 0           | 1           | 5          | 3          | +2         | 6      |
| 3       | Zweden    | 3           | 0           | 1           | 2           | 1          | 4          | -3         | 1      |
| 4       | Australië | 3           | 0           | 1           | 2           | 2          | 6          | -4         | 1      |

| Ronde          | Datum     | Plaats           | Land | Score    | Land |
| -------------- | --------- | ---------------- | ---- | -------- | ---- |
| Groepsfase     |           |                  |      |          |      |
| 13 september   | Melbourne | Zweden           | 0-2  | Brazilië |      |
| 16 september   | Canberra  | Duitsland        | 2-1  | Brazilië |      |
| 19 september   | Sydney    | Australië        | 1-2  | Brazilië |      |
| Halve finale   |           |                  |      |          |      |
| 24 september   | Canberra  | Verenigde Staten | 1-0  | Brazilië |      |
| Bronzen finale |           |                  |      |          |      |
| 28 september   | Sydney    | Duitsland        | 2-0  | Brazilië |      |

### Volleybal

#### Beach
| Olympiër                        | Discipline | Resultaat | Prestatie |
| ------------------------------- | ---------- | --------- | --- |
| Zé Marco de Melo Ricardo Santos | beach (m)  | Zilver    | 1e ronde: W van SWE Berg/Dahl: 15-5 2e ronde: W van AUT Berger/Stamm: 16-14 kwartfinale: W van CAN Child/Heese: 16-13 halve finale: W van GER Ahmann/Hager: 15-5 finale: V van USA Blanton/Fonoimoana: 0-2                       |
| José Loiola Emanuel Rego        | beach (m)  | 9e        | 1e ronde: W van AUS Grinlaubs/Slack: 15-3 2e ronde: V van ESP Bosma/Díez: 16-17 |
|                                 |            |           | |
| Shelda Bede Adriana Behar       | beach (v)  | Zilver    | 1e ronde: W van BUL Jantsjoelova/Jantsjoelova: 15-3 2e ronde: W van GER Friedrichsen/Müsch: 15-9 kwartfinale: W van AUS Gooley/Manser: 15-7 halve finale: W van JPN Takahashi/Saiki: 15-10 finale: V van AUS Cook/Pottharst: 0-2 |
| Sandra Pires Adriana Samuel     | beach (v)  | Brons     | 1e ronde: CUB Fernandez/Larrea: 15-4 2e ronde: W van POR Pereira/Schuller: 15-6 kwartfinale: W van USA May-Treanor/McPeak: 16-14 halve finale: V van AUS Cook/Pottharst: 6-15 bronzen finale: W van JPN Takahashi/Saiki: 2-0     |

#### Indoor
| Olympiër | Discipline | Resultaat | Prestatie |
| --- | ---------- | --------- | --- |
| André Heller Dante Amaral Douglas Chiarotti Gilberto Godoy Filho Giovane Gávio Gustavo Endres Gilmar Teixeira Marcelo Elgarten Maurício Lima Max Pereira Nalbert Bitencourt Alexandre Samuel | mannen     | 6e        | groep A: 1e W van Australië: 3-0 (25-13, 25-14, 25-21) W van Egypte: 3-0 (30-28, 25-18, 21-15) W van Nederland: 3-0 (25-20, 25-17, 27-25) W van Spanje: 3-1 (25-27, 25-14, 25-20, 25-21) W van Cuba: 3-0 (28-26, 30-28, 25-18) kwartfinale: V van Argentinië: 1-3 (17-25, 25-21, 19-25, 25-27) 5-8e plek: W van Cuba: 3-2 (23-25, 17-25, 25-21, 26-24, 15-11) 5-6e plek: V van Nederland: 0-3 (21-25, 20-25, 22-25) |

| Groep A |           |             |             |             |             |             |             |        |        |        |        |
| #       | Land      | Wedstrijden | Wedstrijden | Wedstrijden | Wedstrijden | Wedstrijden | Wedstrijden | Punten | Punten | Punten | Punten |
| #       | Land      | G           | W           | V           | SW          | SV          | SR          | SPW    | SPL    | Saldo  | Punten |
| 1       | Brazilië  | 5           | 5           | 0           | 15          | 1           | +14         | 415    | 331    | +84    | 10     |
| 2       | Nederland | 5           | 4           | 1           | 12          | 5           | +7          | 417    | 360    | +57    | 9      |
| 3       | Cuba      | 5           | 3           | 2           | 9           | 7           | +2          | 383    | 335    | +48    | 8      |
| 4       | Australië | 5           | 2           | 3           | 6           | 10          | -4          | 327    | 374    | -47    | 7      |
| 5       | Spanje    | 5           | 1           | 4           | 7           | 12          | -5          | 404    | 444    | -40    | 6      |
| 6       | Egypte    | 5           | 0           | 5           | 1           | 15          | -14         | 151    | 234    | -83    | 5      |

| Ronde        | Datum  | Plaats    | Land | Score      | Land |
| ------------ | ------ | --------- | ---- | ---------- | ---- |
| Groepsfase   |        |           |      |            |      |
| 17 september | Sydney | Australië | 0-3  | Brazilië   |      |
| 19 september | Sydney | Egypte    | 0-3  | Brazilië   |      |
| 21 september | Sydney | Brazilië  | 3-0  | Nederland  |      |
| 23 september | Sydney | Spanje    | 1-3  | Brazilië   |      |
| 25 september | Sydney | Brazilië  | 3-0  | Cuba       |      |
| Kwartfinale  |        |           |      |            |      |
| 27 september | Sydney | Brazilië  | 1-3  | Argentinië |      |
| 5-8e plek    |        |           |      |            |      |
| 28 september | Sydney | Brazilië  | 3-2  | Cuba       |      |
| 5-6e plek    |        |           |      |            |      |
| 29 september | Sydney | Brazilië  | 0-3  | Nederland  |      |

| Olympiër | Discipline | Resultaat | Prestatie |
| --- | ---------- | --------- | --- |
| Leila Barros Virna Dias Erika Coimbra Janina Conceição Kely Fraga Ricarda Lima Kátia Lopes Walewska Oliveira Elisângela Oliveira Karin Rodrigues Raquel Silva Hélia Souza | vrouwen    | Brons     | groep A: 1e W van Kenia: 3-0 (25-8, 25-11, 25-13) W van Australië: 3-0 (25-13, 25-18, 25-17) W van China: 3-0 (25-14, 25-21, 25-18) W van Kroatië: 3-0 (25-21, 25-23, 25-23) W van Verenigde Staten: 3-1 (25-17, 20-25, 25-15, 25-15) kwartfinale: W van Duitsland: 3-0 (25-22, 25-18, 25-17) halve finale: V van Cuba: 2-3 (29-27, 19-25, 25-21, 19-25, 9-15) bronzen finale: W van Verenigde Staten: 3-0 (25-18, 25-22, 25-21) |

| Groep A |                  |             |             |             |             |             |             |        |        |        |        |
| #       | Land             | Wedstrijden | Wedstrijden | Wedstrijden | Wedstrijden | Wedstrijden | Wedstrijden | Punten | Punten | Punten | Punten |
| #       | Land             | G           | W           | V           | SW          | SV          | SR          | SPW    | SPL    | Saldo  | Punten |
| 1       | Brazilië         | 5           | 5           | 0           | 15          | 1           | +14         | 395    | 272    | +123   | 10     |
| 2       | Verenigde Staten | 5           | 4           | 1           | 13          | 4           | +9          | 392    | 306    | +86    | 9      |
| 3       | Kroatië          | 5           | 3           | 2           | 9           | 9           | 0           | 411    | 389    | +22    | 8      |
| 4       | China            | 5           | 2           | 3           | 8           | 9           | -1          | 371    | 365    | +6     | 7      |
| 5       | Australië        | 5           | 1           | 4           | 4           | 13          | -9          | 303    | 408    | -105   | 6      |
| 6       | Kenia            | 5           | 0           | 5           | 2           | 15          | -13         | 280    | 412    | -132   | 5      |

| Ronde          | Datum  | Plaats    | Land | Score            | Land |
| -------------- | ------ | --------- | ---- | ---------------- | ---- |
| Groepsfase     |        |           |      |                  |      |
| 16 september   | Sydney | Brazilië  | 3-0  | Kenia            |      |
| 18 september   | Sydney | Australië | 0-3  | Brazilië         |      |
| 20 september   | Sydney | Brazilië  | 3-0  | China            |      |
| 22 september   | Sydney | Brazilië  | 3-0  | Kroatië          |      |
| 24 september   | Sydney | Brazilië  | 3-1  | Verenigde Staten |      |
| Kwartfinale    |        |           |      |                  |      |
| 26 september   | Sydney | Brazilië  | 3-0  | Duitsland        |      |
| Halve finale   |        |           |      |                  |      |
| 28 september   | Sydney | Cuba      | 3-2  | Brazilië         |      |
| Bronzen finale |        |           |      |                  |      |
| 30 september   | Sydney | Brazilië  | 3-0  | Verenigde Staten |      |

### Wielersport
| Olympiër                    | Discipline       | Resultaat    | Prestatie      |
| Mountainbike                | Mountainbike     | Mountainbike | Mountainbike   |
| --------------------------- | ---------------- | ------------ | -------------- |
| Renato Seabra               | mountainbike (m) | DNF          | niet gefinisht |
| Weg                         |                  |              |                |
| Murilo Fischer              | wegwedstrijd (m) | 89e          | 5:52.477       |
|                             |                  |              |                |
| Cláudia Carceroni-Saintagne | wegwedstrijd (v) | 44e          | 3:24.19        |
| Janildas Silva              | wegwedstrijd (v) | 49e          | 3:35.12        |

### Zeilen
| Olympiër                             | Discipline  | Resultaat | Prestatie                                        |
| ------------------------------------ | ----------- | --------- | ------------------------------------------------ |
| Ricardo Santos                       | mistral (m) | 15e       | 117 punten: (5-10-21-12-22-4-8-14-OCS-21-26)     |
| Christoph Bergmann                   | finn (m)    | 11e       | 84 punten: (10-8-3-21-11-13-9-2-18-20-10)        |
| Andre Fonseca Alexandre Paradeda     | 470 (m)     | 26e       | 171 punten: (14-24-11-21-15-20-27-24-22-21-23)   |
|                                      |             |           |                                                  |
| Christina Forte                      | mistral (v) | 26e       | 223 punten: (24-22-27-26-24-OCS-26-25-24-25-27)  |
| Maria Krahe Fernanda Oliveira        | 470 (v)     | 19e       | 143 punten: (16-17-14-14-13-DSQ-17-15-OCS-19-18) |
|                                      |             |           |                                                  |
| Robert Scheidt                       | laser       | Zilver    | 44 punten: (1-2-22-1-12-1-20-5-1-1-DSQ)          |
| Mauricio Oliveira Henrique Pellicano | tornado     | 11e       | 78 punten: (DSQ-7-6-9-16-13-OCS-5-6-5-11)        |
| Marcelo Ferreira Torben Grael        | star        | Brons     | 39 punten: (3-13-1-2-1-6-7-4-12-3OCS)            |

### Zwemmen
| Olympiër                                                          | Discipline            | Resultaat | Prestatie                                                                  |
| ----------------------------------------------------------------- | --------------------- | --------- | -------------------------------------------------------------------------- |
| Edvaldo Silva Filho                                               | 50m vrije slag (m)    | 23e       | serie 10: 7e in 22,96                                                      |
| Fernando Scherer                                                  | 50m vrije slag (m)    | 20e       | serie 9: 6e in 22,88                                                       |
| Gustavo Borges                                                    | 100m vrije slag (m)   | 16e       | serie 9: 4e in 49,76 halve finale 2: 8e in 49,93                           |
| Fernando Scherer                                                  | 100m vrije slag (m)   | DNS       | serie 10: niet gestart                                                     |
| Rodrigo Castro                                                    | 200m vrije slag (m)   | 33e       | serie 4: 7e in 1.53,65                                                     |
| Luiz Lima                                                         | 400m vrije slag (m)   | 17e       | serie 4: 6e in 3.53,87                                                     |
| Luiz Lima                                                         | 1500m vrije slag (m)  | 18e       | serie 4: 5e in 15.23,15                                                    |
| Alexandre Massura                                                 | 100m rugslag (m)      | 13e       | serie 7: 3e in 55,58 halve finale 1: 5e in 56,07                           |
| Rogério Romero                                                    | 100m rugslag (m)      | 23e       | serie 5: 8e in 56,44                                                       |
| Leonardo Costa                                                    | 200m rugslag (m)      | 14e       | serie 4: 6e in 2.01,08 halve finale 1: 8e in 2.02,26                       |
| Rogério Romero                                                    | 200m rugslag (m)      | 7e        | serie 5: 3e in 2.00,48 halve finale 1: 4e in 1.59,69 finale: 7e in 1.59,27 |
| Eduardo Fischer                                                   | 100m schoolslag (m)   | 31e       | serie 6: 7e in 1.03,72                                                     |
| Gustavo Borges Carlos Jayme Fernando Scherer Edvaldo Silva Filho  | 4x100m vrije slag (m) | Brons     | serie 3: 2e in 3.19,29 finale: 3e in 3.17,40                               |
| Leonardo Costa Rodrigo Castro Edvaldo Silva Filho Luiz Lima       | 4x200m vrije slag (m) | 13e       | serie 1: 7e in 7.26,42                                                     |
| Gustavo Borges Eduardo Fischer Alexandre Massura Fernando Scherer | 4x100m wisselslag (m) | 12e       | serie 2: 3e in 3.42,31                                                     |
|                                                                   |                       |           |                                                                            |
| Fabíola Molina                                                    | 100m rugslag (v)      | 12e       | serie 6: 8e in 1.03,68                                                     |
| Fabíola Molina                                                    | 100m vlinderslag (v)  | 36e       | serie 3: 4e in 1.02,77                                                     |

Albanië · Algerije · Amerikaanse Maagdeneilanden · Amerikaans-Samoa · Andorra · Angola · Antigua en Barbuda · Argentinië · Armenië · Aruba · Australië · Azerbeidzjan · Bahama's · Bahrein · Bangladesh · Barbados · België · Belize · Benin · Bermuda · Bhutan · Bolivia · Bosnië en Herzegovina · Botswana · Brazilië · Britse Maagdeneilanden · Brunei · Bulgarije · Burkina Faso · Burundi · Cambodja · Canada · Centraal-Afrikaanse Republiek · Chili · China · Chinees Taipei · Colombia · Comoren · Congo-Brazzaville · Congo-Kinshasa · Cookeilanden · Costa Rica · Cuba · Cyprus · Denemarken · Djibouti · Dominica · Dominicaanse Republiek · Duitsland · Ecuador · Egypte · El Salvador · Equatoriaal-Guinea · Eritrea · Estland · Ethiopië · Fiji · Filipijnen · Finland · Frankrijk · Gabon · Gambia · Georgië · Ghana · Grenada · Griekenland · Groot-Brittannië · Guam · Guatemala · Guinee · Guinee‑Bissau · Guyana · Haïti · Honduras · Hongarije · Hongkong · Ierland · IJsland · India · Indonesië · Irak · Iran · Israël · Italië · Ivoorkust · Jamaica · Japan · Jemen · Joegoslavië · Jordanië · Kaaimaneilanden · Kaapverdië · Kameroen · Kazachstan · Kenia · Kirgizië · Koeweit · Kroatië · Laos · Lesotho · Letland · Libanon · Liberia · Libië · Liechtenstein · Litouwen · Luxemburg · Macedonië · Madagaskar · Malawi · Malediven · Maleisië · Mali · Malta · Marokko · Mauritanië · Mauritius · Mexico · Micronesië · Moldavië · Monaco · Mongolië · Mozambique · Myanmar · Namibië · Nauru · Nederland · Nederlandse Antillen · Nepal · Nicaragua · Nieuw-Zeeland · Niger · Nigeria · Noord-Korea · Noorwegen · Oeganda · Oekraïne · Oezbekistan · Oman · Oostenrijk · Pakistan · Palau · Palestina · Panama · Papoea-Nieuw-Guinea · Paraguay · Peru · Polen · Portugal · Puerto Rico · Qatar · Roemenië · Rusland · Rwanda · Saint Kitts en Nevis · Saint Lucia · Saint Vincent en Grenadines · Salomonseilanden · Samoa · San Marino ·  Sao Tomé en Principe · Saoedi-Arabië · Senegal · Seychellen · Sierra Leone · Singapore · Slovenië · Slowakije · Soedan · Somalië · Spanje · Sri Lanka · Suriname · Swaziland · Syrië · Tadzjikistan · Tanzania · Thailand · Togo · Tonga · Trinidad en Tobago · Tsjaad · Tsjechië · Tunesië · Turkije · Turkmenistan · Uruguay · Vanuatu · Venezuela · Verenigde Arabische Emiraten · Verenigde Staten · Vietnam · Wit-Rusland · Zambia · Zimbabwe · Zuid-Afrika · Zuid-Korea · Zweden · Zwitserland · Individuele olympische atleten